# Brehmen (Großdubrau)
Brehmen, obersorbisch Brěmjoⓘ, ist ein Ortsteil der Gemeinde Großdubrau im Landkreis Bautzen in Sachsen. Der Ort gehört zum anerkannten sorbischen Siedlungsgebiet.

## Lage
Brehmen liegt in der Oberlausitz knapp 15 Kilometer nördlich von Bautzen im Biosphärenreservat Oberlausitzer Heide- und Teichlandschaft. Umliegende Ortschaften sind Jetscheba und Kauppa im Norden, Sdier im Osten, Zschillichau im Südosten, Großdubrau im Süden sowie Crosta im Nordwesten.
Durch Brehmen verläuft die Kreisstraße 7210, welche den Ort mit der knapp zwei Kilometer östlich des Ortes verlaufenden Bundesstraße 156 von Bautzen nach Weißwasser verbindet.

## Geschichte

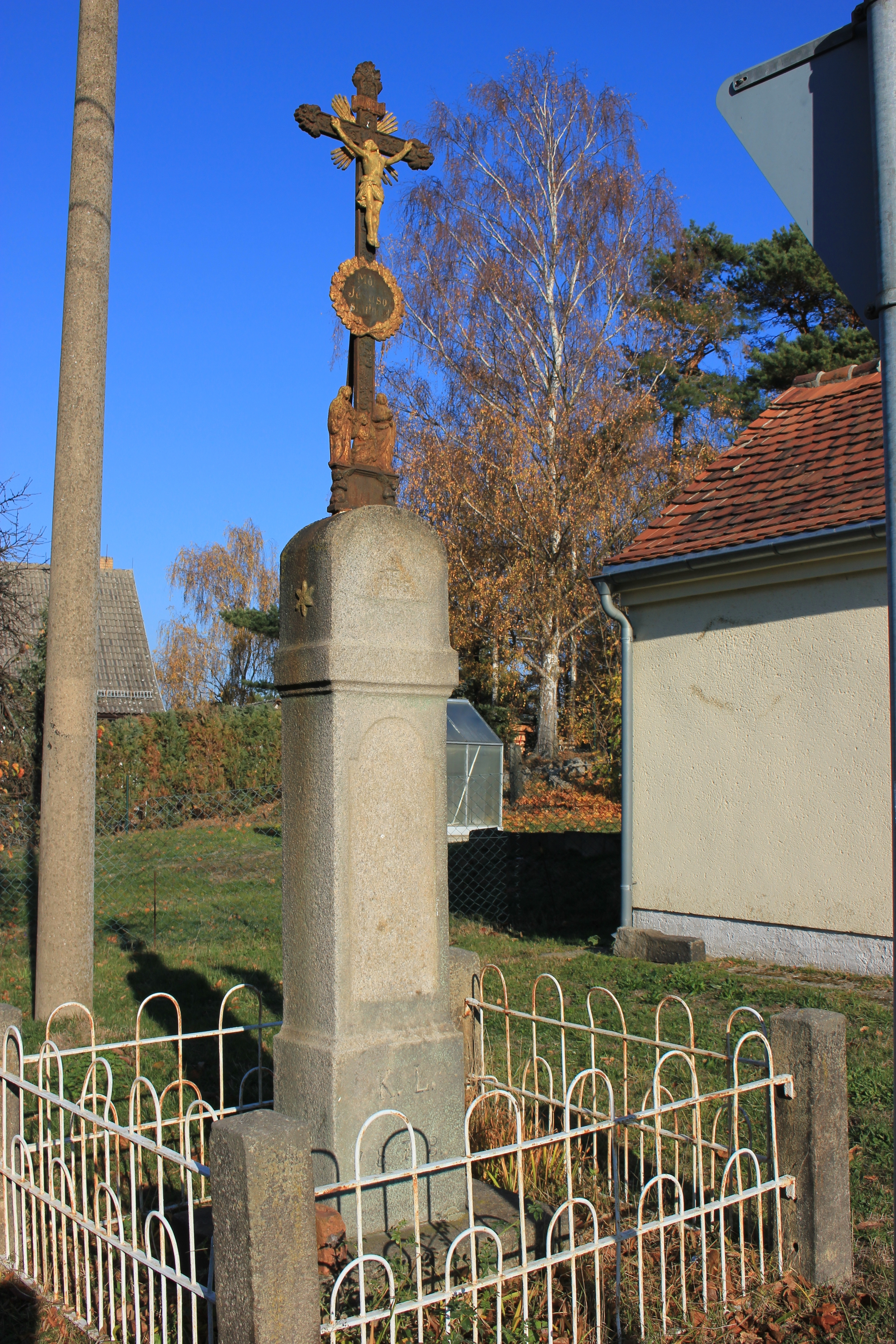
Wegkreuz mit sorbischer Aufschrift in Brehmen

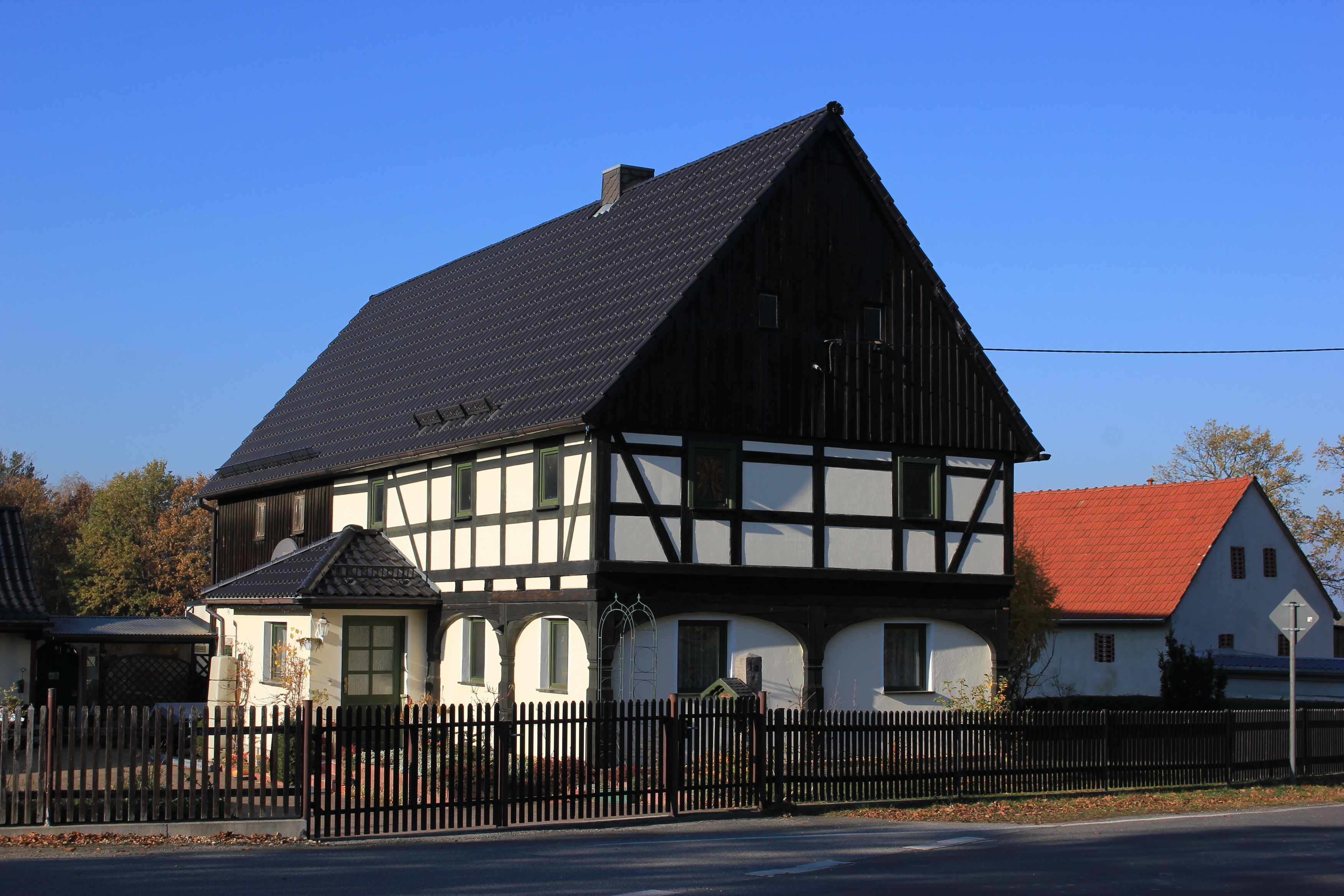
Umgebindehaus in Brehmen

Brehmen wurde im Jahr 1419 als Brehnn erstmals urkundlich erwähnt. In der folgenden Zeit änderte sich der Ortsname von Brehmen (1519) über Brennow (1574) und Brenn (1599) wieder zu Brehmen im Jahr 1759. Um 1780 war der Ort als Bremen verzeichnet. Der Ort stand ab spätestes 1599 unter der Grundherrschaft des Rittergutes Milkel sowie des Domstiftes Bautzen. Seit dem 17. Jahrhundert gehört Brehmen zur Kirchengemeinde Klix.
Bis zum 1. April 1936 war Brehmen eine eigenständige Landgemeinde, dann wurde der Ort nach Großdubrau eingemeindet. Am 25. Juli 1952 wurde Brehmen dem neu gebildeten Kreis Bautzen im Bezirk Dresden zugeordnet. Nach der Wende lag der Ort im Landkreis Bautzen in Sachsen. Vom 1. Januar 1994 bis zum 31. Juli 2008 lag Brehmen im alten Landkreis Bautzen, seit der sächsischen Kreisreform vom 1. August 2008 liegt der Ort im Landkreis Bautzen.

## Bevölkerung und Sprache
Für das Jahr 1777 waren in Brehmen vier besessene Mann, vier Gärtner und elf Häusler verzeichnet. 1834 hatte der Ort insgesamt 111 Einwohner, von denen 62 Katholiken waren. Bis 1871 stieg die Einwohnerzahl auf 127 Einwohner an und fiel danach wieder auf 110 zurück (1890). Bis 1910 stieg die Einwohnerzahl wieder auf 124. Im Jahr 1925 hatte Brehmen 165 Einwohner, davon waren 82 evangelisch-lutherischer Konfession und 81 Katholiken.
Für seine Statistik über die sorbische Bevölkerung in der Oberlausitz ermittelte Arnošt Muka in den 1880er Jahren für Brehmen eine Bevölkerungszahl von 129 Einwohnern; davon waren 127 Sorben (98 %) und nur zwei Deutsche.